# باسم الرجیبی
باسم الرجیبی (عربی: باسم عبدالله الرجيبي؛ زادهٔ ۱۳ آوریل ۱۹۹۲) بازیکن فوتبال اهل عمان است.
از باشگاه‌هایی که در آن بازی کرده‌است می‌توان به باشگاه فوتبال ظفار اشاره کرد.
وی همچنین در تیم‌های ملی فوتبال زیر ۲۳ سال عمان و عمان بازی کرده‌است.